# ارمنی‌های پنهان
ارمنی‌های پنهان (به ارمنی ծպտեալ հայեր - به انگلیسی Hidden Armenians)، یا ارمنی‌های کریپتو (به انگلیسی crypto-Armenians), به گروهی گفته می‌شود که در طی نسل‌کشی؛ کودکان یتیم، دختر و پسر جوان ارمنی دزدیده، یا از سوی خانواده‌های مسلمان محلی به فرزند خواندگی پذیرفته شدند که نام آن‌ها را تغییر داده و به اجبار قومیت تُرکی یا کُردی را پذیرفتند و مسلمان شدند و به بقای خود ادامه دادند. امروزه تعداد نامعلومی از افراد با اصلیت ارمنی در ترکیه وجود دارند که یا از تبار خود آگاه نبوده یا از ترس ارمنی بودن هویت خود را پنهان کردند.

## بازگشت به هویت اصلی
در سال ۱۹۲۴ میلادی اولین قانون اساسی ترکیه به تصویب رسید که ماده ۸۸ آن بیانگر این موضوع است که تمام ساکنان ترکیه، صرف‌نظر از مذهب و ملیت، تُرک محسوب می‌شوند. ترکیه برای افزایش شانس خود برای عضویت در اتحادیه اروپا، نیاز به تجدیدنظر در برخی از مواد قانون اساسی خود داشت. با این حال، حتی پس از برخی تغییرات در قانون اساسی این کشور، اصطلاحات شهروند ترکیه و ملیت ترکیه باقی ماند و هر شهروند ترکیه‌ای تُرک محسوب می‌شود.
ارمنی‌های پنهان یا کریپتو را چندین قشر از ارمنی‌های، ارمنستان غربی شکل داده‌اند. در میان آن‌ها ارمنیانی هستند که پس از
نسل‌کشی به منظور نجات از ستم تُرکها، مجبور به ترک دیانت شده‌اند. همچنین زنان ارمنی که ربوده شده‌اند با مردان کُرد و تُرک ازدواج کرده‌اند.

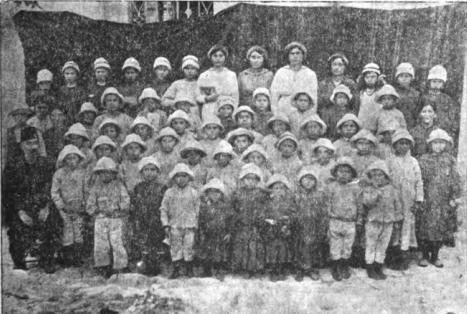
کودکان یتیم در شهر قسطمونی

بر اساس گزارش کمیسیون اروپا (۲۰۱۲ میلادی) و اکونومیست ارمنیان پنهان برخلاف گذشته، که از آشکارسازی هویت خود در هراس بودند، هم‌اکنون از افشای هویت اجدادی خود ابایی ندارند و روز به روز بر شمار تُرک‌هایی که ریشهٔ ارمنی خود را آشکار می‌سازند افزوده می‌شود. «میران مانوکیان» گزارشگر روزنامه ارمنی آگوس در مصاحبه با «المانیتور» بیان داشت که: ارمنی‌های ترکیه بعد از اینکه برای جلوگیری از بدرفتاری‌های موجود و برای بهبود وضع خود تصمیم گرفتند که به عنوان مسلمان زندگی نکنند، اکنون با انجام غسل تعمید به دنبال بازگشت به هویت اصیل خود هستند.
کسانی که هویت قومی خود را پنهان می‌کنند سنت‌های ملی، مراسم و اعتقادات خود را مخفیانه حفظ می‌کنند. آن‌ها در میان خود ازدواج می‌کنند و سعی می‌کنند با تُرکها یا کُردها وصلت نکنند. «هایکازون آلوراتسیان» محقق ارمنی می‌گوید: ارمنی‌های پنهان یا کریپتو غسل تعمید داده می‌شوند و به کلیسای حواری ارمنی برمی‌گردند. تعداد این افراد هنوز خیلی زیاد نیست، چراکه فشار و آزار و اذیت علیه ارمنیان همچنان ادامه دارد؛ بنابراین، آن‌ها زندگی خود و کودکان‌شان و اموال و آینده فرزندان خود را به خطر می‌اندازند.
نگرانی‌هایی در محافل دانشگاهی ترکیه مشاهده می‌شود؛ پروفسور «سلیم جوهجه»، که خود از محققان موضوع ارمنیان پنهان است و این موضوع را از طریق مطبوعات ترکیه پیگیری می‌کند، در یکی از مصاحبه‌هایش می‌گوید:
«معتقدم که این افراد با یادآوری آگاهی و هویت ملی در آینده نسبت به ترکیه مطالبهٔ ارضی و اعادهٔ خسارت خواهندکرد.»

## اشخاص سرشناسی که هویت اصلی آنان فاش شده‌است
- صبیحه گوکچن

در تاریخ ششم ژانویه سال ۲۰۰۴ میلادی. مقاله‌ای در «هفته نامه آگوس» چاپ استانبول به قلم هرانت دینک، تحت عنوان (معمای صبیحه گویگچن دختر خوانده کمال آتاتورک) به چاپ رسید. این مقاله گزیده‌ای از کتاب (کوه و سرنوشت) نوشته «سیمون سیمونیان» که در سال ۱۹۷۲ میلادی در بیروت به چاپ رسیده بود را شامل می‌شد. نویسنده در این کتاب برای اولین بار از «صبیحه گویکچن» دختر خوانده مصطفی کمال آتاترک صحبت و فاش ساخته بود که صبیحه گویکچن یک دختر یتیم ارمنی و از بازماندگان نسل‌کشی ارمنیان در سال ۱۹۱۵ میلادی. است و نام واقعی او «خاتون سیبلیجیان» می‌باشد.
این مقاله بازتاب گسترده‌ای در جامعه ترکیه یافت و به نوعی جامعه ترکیه را به شوک فرو برد. برای اولین بار بود که شخصی در ترکیه به چنین موضوعی پرداخته و قداست آتاتورک و خانواده اش را زیر سؤال برده بود. آنهم در خصوص شخصی که تا آن زمان قهرمان ملی و مظهر قدرت برای زنان ترکیه بشمار می‌رفت.
به‌دنبال این خبر و افشاء گری هفته‌نامه آگوس، روزنامه حریت در تاریخ ۲۱ فوریه همان سال مقاله‌ای از «ارسین کالکان» تحت عنوان (صبیحه گوکچن یا خاتون سیبلیجیان) چاپ نمود که بلافاصله و در همان روز تمام شماره‌های این روزنامه از طرف مقامات امنیتی ترکیه جمع‌آوری گردید.
تأثیر این خبر تا حدی بود که علاوه بر کاهش روحیه ملت، تأثیر زیادی نیز بر دولتمردان ترکیه گذاشت.
- فتحیه چتین

فتحیه چتین یک اقلیت ارمنی پنهان او دانش آموز بود وقتی به راز «سحر» مادر بزرگ خود پی برد. فتحیه چتین نویسندهٔ کتاب مادربزرگ من در سال ۱۹۵۰ میلادی در شهر کوچک معدن در استان الازیغ دیده به جهان گشود. در سال ۱۹۸۰ میلادی با روی کار آمدن نظامیان، فتحیه چتین بازداشت و به سه سال حبس در زندان نظامی آنکارا محکوم شد. در حال حاضر فتحیه چتین در استانبول اقامت دارد، از وکلای بنام و مبارز ترکیه و عضو انجمن وکلای استانبول است، عضو کمیتهٔ اجرایی حقوق بشر استانبول و سخنگوی گروه کاری حقوق اقلیت هاست. او وکالت هرانت دینک، را در دادگاه‌های ترکیه برعهده داشته و پس از کشته شدن او وکالت خانوادهٔ دینک برعهدهٔ اوست. کتاب مادربزرگ من در سال ۲۰۰۴ میلادی در ترکیه انتشار یافته، در مدتی کوتاه به چاپ هفتم رسیده و به زبان‌های انگلیسی، فرانسه، یونانی، ایتالیایی و ارمنی ترجمه شده‌است. مادربزرگ که همه او را زنی ترک با نام «سحر» می‌دانستند به امید یافتن کسان خود در آمریکا نزد نوه اش زبان به اعتراف می‌گشاید و می‌گوید ارمنی است و تا سال ۱۹۱۵ میلادی مسیحی بوده‌است. مادربزرگ از کشتار ارمنیان، تخلیهٔ روستاها و تبعید و کوچ اجباری مردم که خود نیز از آن‌ها بی نصیب نمانده سخن می‌گوید.
- یاشار کورت

یاشار کورت، از خوانندگان معروف سبک موسیقی راک در ترکیه، در سن ۴۰ سالگی دریافته‌است که ارمنی می‌باشد.
- احمد آباکای

احمد آباکای، در ۱۹۵۰ میلادی، در شهرستان «دیوریغی» در استان سیواس به دنیا آمده‌است. او دبیرکل انجمن روزنامه نگاران معاصر ترکیه است.
- مهمت روحی سو

مهمت روحی سو، از خوانندگان معروف سبک فولکلور در ترکیه، با اصلیت ارمنی می‌باشد.

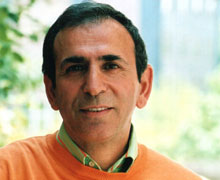
احمد آباکای
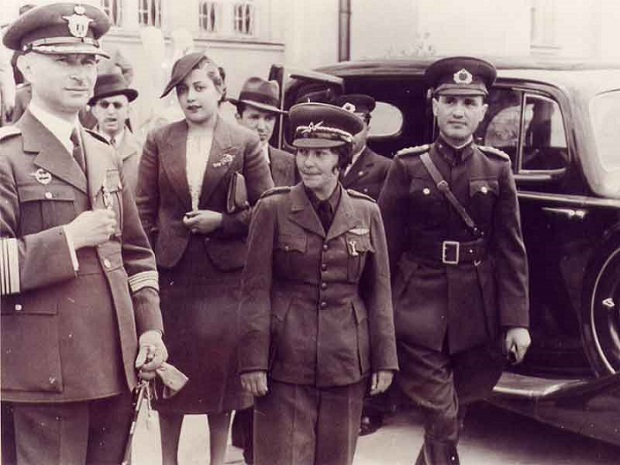
صبیحه گوکچن
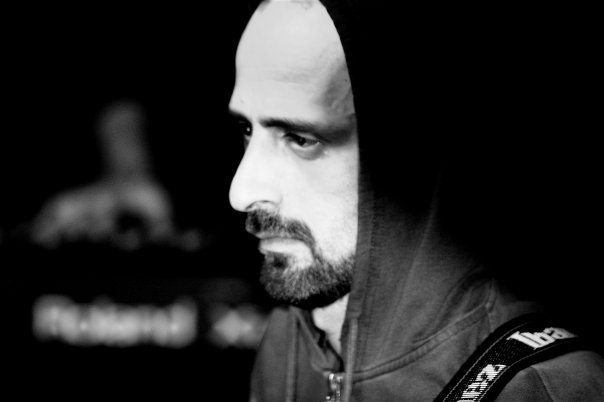
یاشار کورت
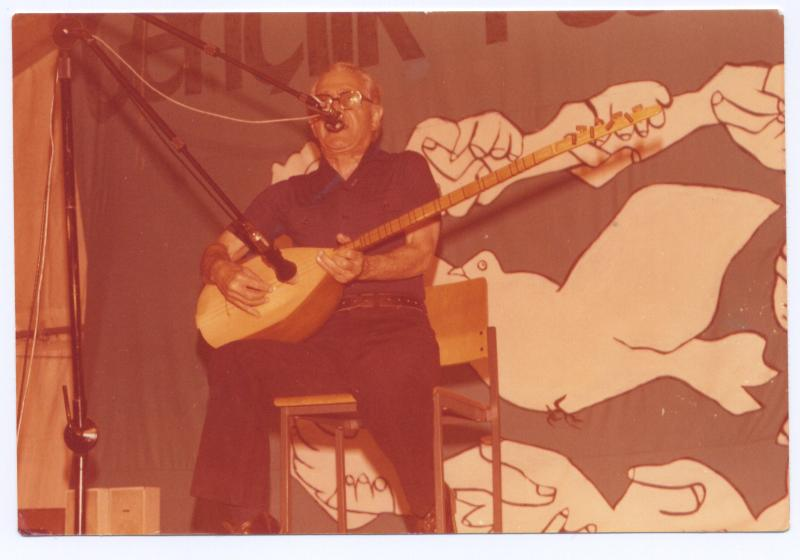
مهمت روحی سو

## تعداد

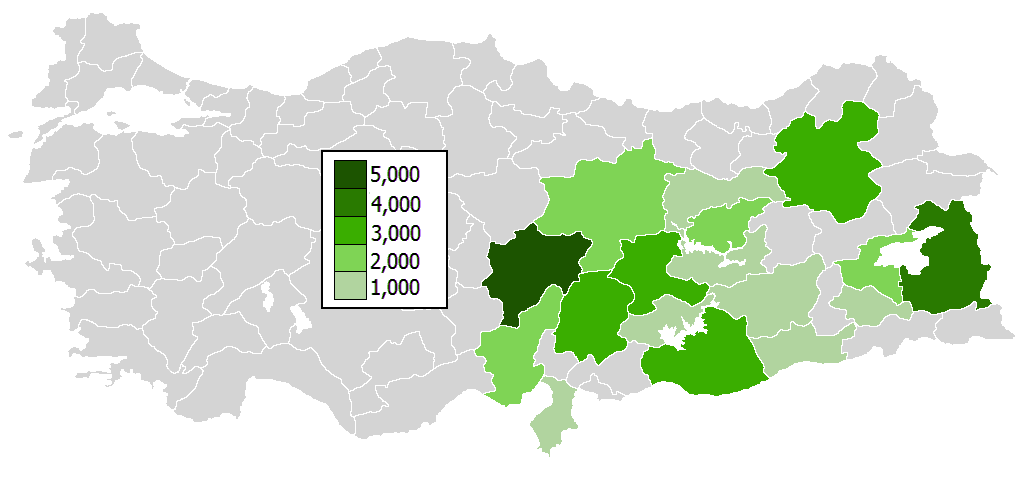
Crypto-Armenian families in Turkey by provinces 2007, showing a 36,000 total.

Dersim region, which was renamed Tunceli in the 1930s.

در مورد جمعیت ارمنی‌های پنهان نیز آمار دقیقی نمی‌توان به دست آورد. در آمارهای رسمی صحبتی از آنان به میان نمی‌آید. این تناقض آشکار آماری حاکی از وجود سیاست انکار و کتمان در خصوص ارمنیان پنهان است. طبق گزارش «عایشه گل آلتینای»، عضو فرهنگستان، تخمین زده می‌شود که: حدود ۲۰۰٬۰۰۰ نفر از ارمنیان با تغییر دین از کشتارها و تبعیدها جان سالم به در بردند. طبق گمانه زنی وی، چندین میلیون نفر از نفوس ترکیه امروز فرزندان، نوه‌ها، نوادگان، خویشاوندان نزدیک نسبی یا سببی ارمنیان مسلمان شده می‌باشند.
| جمعیت ارمنی‌های پنهان | نویسنده                                                            | توضیح | سال  |
| -------------------- | ------------------------------------------------------------------ | --- | ---- |
| ۳۰٬۰۰۰–۴۰٬۰۰۰        | تسا هوفمان محقق آلمانی                                             | "براساس مندرجات رسانه‌های ترکیه از اجبار مجدد ششصد تن از ساکنان ارمنی روستای «آجار» یا «هارنت» در حومهٔ استان سامسون به دین اسلام در ۱۹۸۳ میلادی خبر می‌دهد." | ۲۰۰۲ |
| ۱۰۰٬۰۰۰              | مسروپ دوم، اسقف اعظم ارمنیان (قسطنطنیه)                            | «حداقل ۱۰۰٬۰۰۰ نفر دارای کیش اسلام» | ۲۰۰۷ |
| ۱۰۰٬۰۰۰              | «ارهان باشیورت»، روزنامه‌نگار ترکیه                                 | «۱۰۰٬۰۰۰ نفر ارمنی‌های پنهان و حداقل ۴۰٬۰۰۰ تا ۶۰٬۰۰۰ نفر دارای کیش اسلام» | ۲۰۰۶ |
| ۱۰۰٬۰۰۰              | پروفسور «سلیم جوهجه» استاد دانشگاه اینونو                          | | ۲۰۰۵ |
| ۳۰۰٬۰۰۰              | هرانت دینک، روزنامه‌نگار ارمنی ترکیه                                | | ۲۰۰۵ |
| ۳۰۰٬۰۰۰              | «یرواند مانوک» استاد دانشگاه و ارمنی‌شناس                           | «۳۰۰٬۰۰۰ نفر ارمنی‌های پنهان و حداقل ۱٬۰۰۰٬۰۰۰ تا ۲٬۰۰۰٬۰۰۰ نفر دارای کیش اسلام» | ۲۰۱۰ |
| ۵۰۰٬۰۰۰              | یوسوف تاریخ‌نگار اهل ترکیه                                          | | ۲۰۰۹ |
| ۷۰۰٬۰۰۰              | دکتر کارن خانلری دکترای تاریخ و نماینده مجلس شورای اسلامی          | «۷۰۰٬۰۰۰ نفر ارمنی‌های پنهان و ۱٬۳۰۰٬۰۰۰ نفر دارای کیش اسلام» | ۲۰۰۵ |
| ۳٬۰۰۰٬۰۰۰            | «هایکازون آلوراتسیان» محقق ارمنی                                   | «ارمنیان مسلمان شده ترکیه تعداد آنها به ۳ میلیون تخمین زده می‌شود، که بخشی از آنها مهاجرت کرده‌اند. فقط در آلمان ۳۰۰ هزار ارمنی مسلمان وجود دارد. امروز در بخش شرقی ترکیه، دست‌کم ۲٫۵ میلیون ارمنی مسلمان زندگی می‌کنند که نیمی از آن‌ها هویتشان پنهان است و نیمی دیگر خود را ارمنی می‌دانند.» | ۲۰۱۴ |
| ۳٬۰۰۰٬۰۰۰–۵٬۰۰۰٬۰۰۰  | «عزیز داگچی» رئیس سازمان غیردولتی اتحادیه همبستگی اجتماعی و فرهنگی | «حداقل ۳٬۰۰۰٬۰۰۰ تا ۵٬۰۰۰٬۰۰۰ نفر دارای کیش اسلام» | ۲۰۱۱ |
| ۴٬۰۰۰٬۰۰۰–۵٬۰۰۰٬۰۰۰  | «سرکیس سروپیان» روزنامه‌نگار روزنامه آگوس                           | «حداقل ۴٬۰۰۰٬۰۰۰ تا ۵٬۰۰۰٬۰۰۰ نفر دارای کیش اسلام» | ۲۰۱۳ |

## ارمنی‌های درسیم
تا سده بیستم، تعداد نامعلومی از ارمنی‌های ساکن در منطقه کوهستانی تونجلی (درسیم) زندگی و با مسلمانان کرد علوی ادغام شدند. با توجه به اینکه اکثر ساکنان درسیم علوی‌تبار هستند این عده از ارمنی‌ها هم علوی محسوب می‌شوند. با این همه خانواده ارمنی‌های مسلمان سعی می‌کنند که در خانه خود فرهنگ مسیحی را زنده نگه دارند. در طول نسل‌کشی ارمنیان، تعدادی از ارمنی‌ها توسط کردهای مناطق مجاور نجات داده شدند. «میهران پرکیچ»، نماینده اتحادیه ارمنیان درسیم، که موفق به تغییر نام خود (به ارمنی) از طریق دادگاه شده‌است می‌گوید: حدود ۷۵٪ از جمعیت درسیم ارمنی‌های پنهان را تشکیل می‌دهند. او در سال ۲۰۱۲ گزارش داد که بیش از ۲۰۰ خانواده در تونجلی به هویت ارمنی خود بازگشته‌اند، اما تعداد بسیاری هستند که از این اقدام می‌ترسند. در آوریل ۲۰۱۳، «آرام آتشیان»، اسقف اعظم ارمنی‌های استانبول، اظهار داشت که ۹۰ درصد از جمعیت تونجلی ارمنی‌های پنهان را تشکیل می‌دهند.

## فیلم
- زنی که هشتاد سال هویتش را پنهان کرد.
- ارمنی‌های پنهان. وبگاه آپارات. دریافت‌شده در ۲۵ اوت ۲۰۱۶.[۲۸]